# Palazzo del Cardinale Zapata

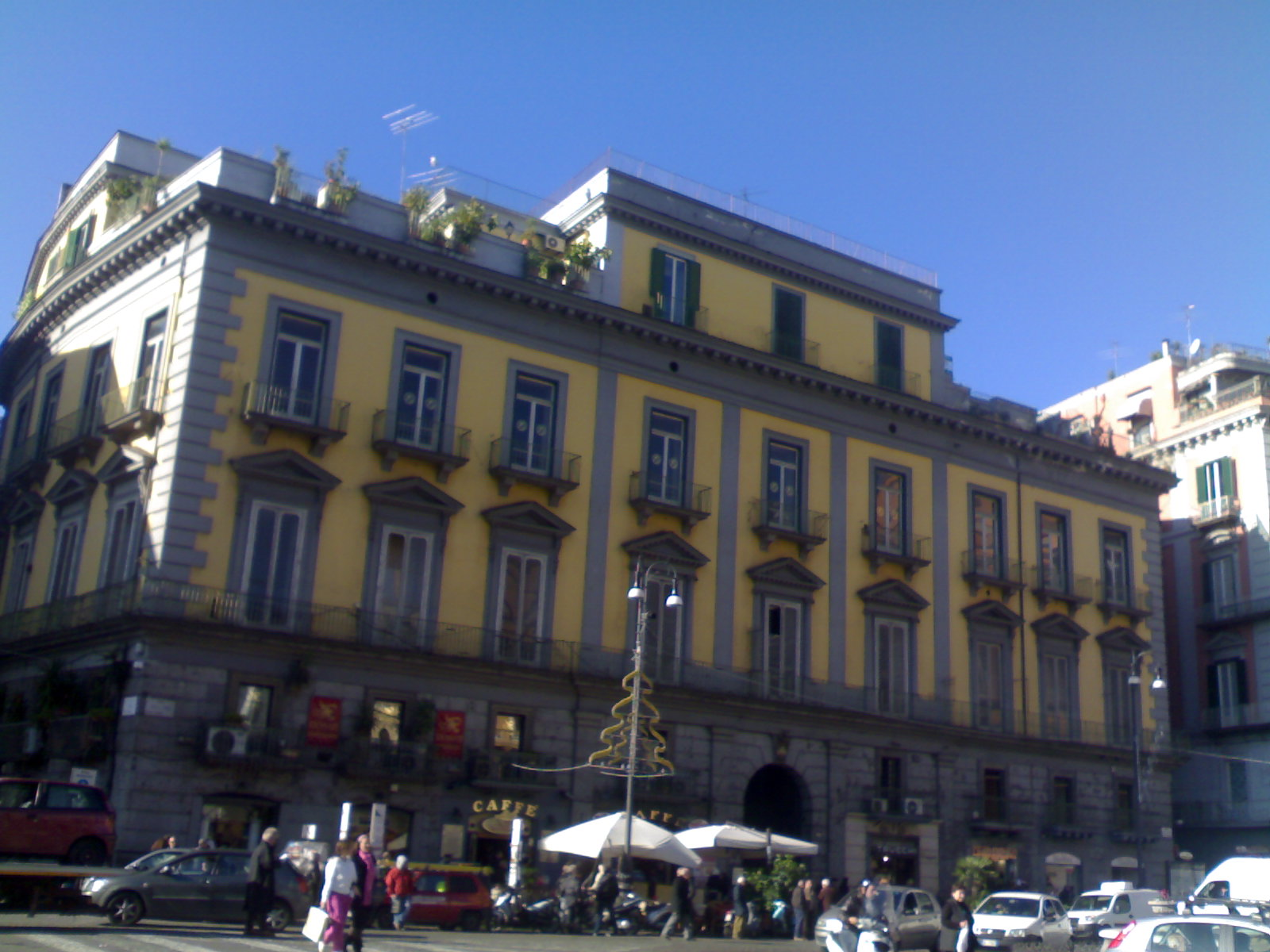
Palazzo del Cardinale Zapata in Neapel

Der Palazzo del Cardinale Zapata (oder Palazzo Zapata)  ist ein Palast aus dem 17. Jahrhundert im Viertel San Ferdinando von Neapel in der italienischen Region Kampanien. Er liegt an der Piazza Trieste e Trento, 38.

## Geschichte
Den Palast ließ der Vizekönig Antonio Zapata y Cisneros im 17. Jahrhundert erbauen. Der Architekt Carlo Vanvitelli (1739–1821) gestaltete das Gebäude im Auftrag des Arztes Domenico Cotugno im klassizistischen Stil um.
Der Palazzo del Cardinale Zapata diente während des Umbaus des heutigen Palazzo Reale als Sitz des Vizekönigs. Später kaufte ihn der Baron Girolamo Sarnelli, ein intimer Freund Zapatas.
Am 12. September 1702 wurde dort Gennaro Maria Sarnelli, Sohn des Barons Ciorani Angelo Sarnelli, eines redemptoristischen Heiligen, der zu den Ehren der Altäre erhoben wurde, geboren.

## Beschreibung
Im Inneren befinden sich bemerkenswerte, klassizistische Dekorationen und solche aus dem 20. Jahrhundert, wie z. B. im Empfangssalon, der 1912 von Giovanni Battista Comencini gestaltet wurde. Im zweiten Obergeschoss befindet sich das MUSAP (Museo Artistico Politecnico), in dem einige Hundert Werke (Gemälde, Skulpturen und Zeichnungen) von vielen der größeren Künstler ausgestellt sind, die in Neapel seit der Einigung Italiens  aktiv waren. Dagegen ist das große Fresko, das sich über das gesamte Gewölbe am Eingang zu Palast erstreckte, verloren gegangen. Es zeigte das Dorf Avigliano und war im Auftrag von Don Girolamo Sarnelli erstellt worden.